# Liang Shan Bo yu Zhu Ying Tai
The Love Eterne (chinês tradicional: 梁山伯與祝英台, chinês simplificado: 梁山伯與祝英台, pinyin: Liáng Shānbó yǔ Zhù Yīngtái, lit. ‘Liang Shanbo e Zhu Yingtai’), conhecido no Brasil por O Amor Eterno, é um filme honconguês de 1963, do gênero drama romântico-musical, dirigido e roteirizado por  Li Han-Hsiang, produzido pelo estúdio Shaw Brothers e baseado na lenda chinesa sobre Os Amantes Borboleta. Inspirado no estilo das tradicionais operas chinesas Yue, os protagonistas, tanto masculino quanto feminino, são encenados por mulheres, Betty Loh Ti, como Zhu Yingtai, e Ivy Lin Po, como Liang Shanbo.
Foi selecionado como representante de Hong Kong à edição do Oscar 1962, organizada pela Academia de Artes e Ciências Cinematográficas.[carece de fontes?]

## Sinopse
Um romance de sonho ambientado na China do século IV, onde a jovem Zhu Yingtai convence seus pais a permitir que ela se vista como menino para conseguir frequentar o ensino universitário. Lá, ela acaba por se apaixonar por seu colega, Liang Shanbo.

## Elenco
- Betty Loh Ti como Zhu Yingtai.[3][8]
- Ivy Ling Po como Liang Shanbo.[3][8]
- Jen Chieh como Yin-xin.
- Kun Li como Si Jiu.
- Ching Miao como Sr. Zhu, pai de Zhu Yingtai.
- Chen Yanyan como Sra. Zhu, mãe de Zhu Yingtai.
- Yang Chih-ching como Professor no Colégio Nishan.
- Gao Baoshu como Sra. Meng.
- Jackie Chan como extra.[9]

## Influência
O filme foi um sucesso em Hong Kong, Taiwan e Sudeste Asiático.
O celebrado diretor Ang Lee, em entrevista ao New York Times cita The Love Eterne como inspiração para sua maneira de dirigir, tendo assistido o filme pela primeira vez aos nove anos, enquanto ainda vivia em Hualian.
Acredito que para cada filme que faço, tento sempre duplicar aquele sentimento de pureza e inocência que tive quando vi pela primeira vez esse filme. Eu trago o drama ocidental. Eu trago a metáfora. Trago Jean-Luc Godard. O que quer que eu traga para meus próprios filmes, tento sempre atualizar e recapturar esse sentimento.

Assim como The Love Eterne, O Tigre e o Dragão aborda temas como sacrifício amoroso e emoções reprimidas - temática que irá se repetir em O Segredo de Brokeback Mountain. Sobre a relação de The Love Eterne e O Tigre e o Dragão, o diretor comenta: 
É, penso eu, o grande tema chinês. Para o público chinês, simplesmente está em nosso sangue. Você deve esconder seus sentimentos. Isso se torna a própria arte, a metáfora e o simbolismo, o uso da cor e do enquadramento. É uma maneira de não dizer algo, mas de expressá-lo da mesma maneira. E é uma saída emocional, especialmente para uma sociedade reprimida. Esse é o coração de ambos os filmes, o desejo emocional reprimido. Esse é o dragão oculto.